# Пелжидийн Генден
Пелжидийн Генден (монг. Пэлжидийн Гэндэн, інші варіанти передачі імені: Гендун Боточи, Бутач Генден; 1892, Арбай-Хере, Увер-Хангайський аймак,Зовнішня Монголія ,Династія Цін — 26 листопада 1937, Москва, РСФСР, СРСР) — монгольський політичний діяч комуністичного спрямування, 2-й глава держави (Голова Малого Державного Хуралу, 29 листопада 1924 — 15 листопада 1927) і 9-й прем'єр-міністр МНР (голова Ради міністрів, 2 липня 1932 — 2 березня 1936).
Жертва сталінського Великого Террору.

## Біографія
Вступив в Монгольський революційний союз молоді у 1922 році. У 1924 році був делегатом першої сесії Великого державного хуралу в Улан-Баторі, де його помітив прем'єр-міністр Балінгійн Церендорж. За порадою останнього Генден був призначений головою Президії Малого державного хуралу МНР (тобто формальним главою держави). Цю посаду він обіймав з 29 листопада 1924 по 15 листопада 1927 року, паралельно очолюючи Центральне бюро Монгольських професійних спілок.
Секретар ЦК Монгольської народно-революційної партії (1928—1932). Виступав за проведення радикальної економічної політики в МНР (прискорена колективізація, заборона приватних підприємств та приватної торгівлі, експропріація власності знаті) в 1928—1932 роках. Цей курс зіткнувся з озброєним опором (повстання монастиря Тугсбуянт, Хубсугульское повстання) і був в підсумку засуджений як «ультралевый».
Призначений на посаду прем'єр-міністра після загибелі попередника Ценгелтийна Жигжиджава, репресованого за «лівий ухил». Виживши під час цієї чистки (і сам санкціонувавши справу Лхумбе), Генден повів більш помірковану політику, що нагадувала НЕП в СРСР, проте одночасно заперечував проти розміщення радянських військ у МНР.

Крім цього, Генден, котрий поважав Будду нарівні з Леніним як одного з найбільших геніїв Землі, перешкоджав репресіям проти буддійського духовенства. У грудні 1935 року, зустрічаючись з Генденом, Сталін сказав йому:

Ви, Генден, хочете, не ображаючи ламства, захищати національну незалежність. Вони несумісні. У вас немає апетиту боротьби з ламством. Коли їси, треба їсти з апетитом. Необхідно проводити жорстку боротьбу з ламством шляхом збільшення різного податкового обкладення і іншими методами[неавторитетне джерело].
Спираючись на підтримку Сталіна, його суперник Чойбалсан усунув Гендена від влади на пленумі ЦК МНРП 2 березня 1936 року (замість нього на посаду прем'єра був призначений його давній суперник Амар). Генден був поміщений під домашній арешт, потім відправлено в Крим на лікування. Перед арештом жив у Сочі в готелі «Кавказька Рів'єра».
17 липня 1937 року був заарештований, 26 листопада засуджений до смерті і розстріляний за звинуваченням у шпигунстві і підготовці державного перевороту в Монголії. Прах похований на Донському кладовищі в Москві.
15 грудня 1956 року Військова колегія Верховного Суду СРСР посмертно реабілітувала П. Гендена.
Ім'я Гендена не згадувалося в монгольській пресі до 1990 року.
Його дочка Р. Церендулам відкрила Меморіальний музей жертв політичних репресій в його будинку в 1993 році.